# Qliner 350
Qliner 350 is een buslijn van Qbuzz, die Alkmaar via de Wieringermeer, Den Oever, de Afsluitdijk en Zurich verbindt met Leeuwarden. De lijn rijdt 2x/uur en een rit duurt een kleine 2 uur. De bus is tussen Alkmaar en Leeuwarden sneller dan per trein via Amsterdam.

## Geschiedenis
Bij de aanleg van de Afsluitdijk tussen Noord-Holland en Friesland in de tweede helft van de jaren twintig was plaats ingeruimd voor de nooit gerealiseerde Zuiderzeespoorweg, die van Anna Paulowna naar Harlingen had moeten lopen, als schakel in de verbinding van Amsterdam en Alkmaar met Leeuwarden en Groningen. Omdat rendabele exploitatie onmogelijk bleek, is deze spoorlijn er nooit gekomen.
In plaats daarvan werd een autobuslijn ingesteld die in handen kwam van de Nederlandse Spoorwegen. De lijn begon in 1933 na de opening van de Afsluitdijk en werd geëxploiteerd door de Algemeene Transport Onderneming (ATO), een volledige dochteronderneming van de NS, die in 1932 de exclusieve concessie voor het openbaar vervoer over de Afsluitdijk gekregen had. De route voerde vanaf Alkmaar via de nog nieuwe Wieringermeer (met een deel van de ritten via Hippolytushoef op Wieringen), Den Oever, de Afsluitdijk, Kornwerderzand, Harlingen en Franeker naar Leeuwarden. Op 23 mei 1933 reed de eerste bus en het werd de meest succesvolle lijn van de ATO. Een rit met deze buslijn inspireerde de dichteres M. Vasalis tot een van haar bekendste gedichten Afsluitdijk (1940) met de veel geciteerde openingsregel "De bus rijdt als een kamer door de nacht".
Gedurende de vooroorlogse periode werden alleen reizigers toegelaten die daadwerkelijk de reis maakten over de Afsluitdijk: tussenvervoer op de trajectgedeelten Alkmaar - Den Oever respectievelijk Kop Afsluitdijk - Leeuwarden was niet toegestaan. Na de oorlog veranderde dit en ging de lijn ook een rol spelen in het streekvervoer binnen Noord-Holland en Friesland.
Op 19 augustus 1940 werd de dienst gestaakt. De concessie verliep op 15 mei 1942 en de ATO kreeg in verband met brandstofschaarste geen tijdelijke vergunning. Na de bevrijding kreeg de ATO in 1946 een nieuwe trajectvergunning, maar zij besteedde de exploitatie uit aan twee andere NS-dochters, de NACO te Alkmaar en de NTM te Heerenveen. Op 18 januari 1948 droeg de ATO, die om vervoerspolitieke redenen ophield te bestaan als openbaarvervoerbedrijf, de rechten over aan NACO en NTM. Dit onder protest van de particuliere busbedrijven LAB en LABO, waarvan de streekvervoergebieden doorsneden werden door de NACO/NTM-lijn. Diverse particuliere busondernemingen hebben geprobeerd lange-afstandsbuslijnen over de Afsluitdijk te laten rijden, bijvoorbeeld in de jaren dertig Albatros te Amsterdam en in de jaren vijftig Roland te Slochteren, maar aanvragen voor concessies werden stelselmatig afgewezen. De spoorwegdochters behielden het monopolie.
De lijn kreeg bij de NACO de lijnletter SB toegewezen, terwijl onder de lijnletter SC een zijlijn vanaf Den Oever respectievelijk Kop Afsluitdijk naar Bolsward, Sneek, Joure en Heerenveen werd ingesteld. Voor de NTM waren dat de lijnnummers 7 en 19, later 9. Door fusies in het streekvervoer ging de NTM in 1971 op in de FRAM en de NACO in 1972 in de NZH. Hierbij kreeg de lijn het lijnnummer 97. In de jaren tachtig bestond op zondagavond een sneldienst met het lijnnummer 197. In november 1994 werd de lijn omgezet in een Interliner met het lijnnummer 350. Gedurende een aantal jaren reed de lijn door naar Drachten.
Door nieuwe fusies in het streekvervoer ging de FRAM in 1996 op in VEONN, een bedrijf dat al in 1998 werd overgenomen door Arriva. In mei 1999 ging de NZH op in Connexxion. Daarmee heeft de lijn Alkmaar - Leeuwarden in de jaren tot 2001 de volgende exploitanten gehad:
- van 1933 tot 1940 ATO
- van 1946 tot 1948 NACO en NTM in opdracht van ATO
- van 1948 tot 1971/1972 NACO en NTM
- van 1971/1972 tot 1996 NZH en FRAM
- van 1996 tot 1998/1999 NZH en VEONN
- van 1999 tot 2001 Connexxion en Arriva

## Na 2001
Op 1 januari 2001 trad de Wet Personenvervoer 2000 in werking, waarbij de concessies in het Nederlandse openbaar vervoer voortaan door middel van aanbesteding door lokale overheden worden verleend. Bij het binnenhalen van de concessie Noordwest Friesland door Connexxion in 2007 werd de lijn volledig door dit bedrijf gereden en werd de route verlegd waarbij niet meer via Harlingen en Franeker, maar via Bolsward naar Leeuwarden werd gereden. In december 2012 verloor Connexxion de concessie en sindsdien werd de lijn vanuit Leeuwarden door Arriva als Qliner 350 geëxploiteerd. Sinds de dienstregeling 2018 wordt niet meer via Bolsward gereden maar vanaf de Kop Afsluitdijk rechtstreeks over de snelweg zonder te halteren naar Leeuwarden. Indien door vertraging op de Afsluitdijk de aansluiting op de Kop Afsluitdijk niet kan worden gehaald rijdt de lijn voor uitstappers langs station Harlingen. Op 15 december 2024 nam Qbuzz de exploitatie over.
Op het traject over de Afsluitdijk stopt lijn 350 aan de halten Den Oever Busstation, Kornwerderzand en Kop Afsluitdijk. Tussen Heerhugowaard en Middenmeer wordt binnendoor gereden waarbij wel op een aantal haltes wordt gehalteerd.  